# Tilston (motorfiets)
Tilston is een historisch merk van motorfietsen.
Tilston Motor Co., Bridlington, Yorkshire. 
Engels merk dat slechts één jaar bestond, in 1919. Men produceerde motorfietsen waarin een 225 cc Precision-blok was gemonteerd.